# Stazione di Berlino Giardino Zoologico
La stazione di Berlino Giardino Zoologico (in tedesco Bahnhof Berlin Zoologischer Garten, detta colloquialmente "Bahnhof Zoo" ossia "stazione dello zoo") è una stazione ferroviaria di Berlino.
Sita ai margini del quartiere di Charlottenburg, prende il nome dall'adiacente giardino zoologico.
È posta sotto tutela monumentale (Denkmalschutz).

## Storia
La stazione fu aperta nel 1882 come semplice fermata della Stadtbahn. Nel 1902 viene ivi costruita la fermata della metropolitana (la prima linea, attuale U2). Negli stessi anni, il quartiere circostante, intorno a Breitscheidplatz e al Kurfürstendamm, diventa uno dei centri del commercio della conurbazione berlinese (Neues Westen).
Nel 1936, in occasione delle olimpiadi, la vecchia stazione fu abbattuta e ricostruita nell'aspetto attuale, con una grande sala vetrata, che ospita i quattro binari della ferrovia nazionale, ed una sala più piccola, che ospita i due binari della S-Bahn. L'architetto, Fritz Hane, diede all'edificio un aspetto moderno e funzionale, molto distante dallo stile ufficiale del nazionalsocialismo.
Il 18 maggio 1952, con la chiusura delle vecchie stazioni di testa (Anhalter Bahnhof e Nordbahnhof), la Zoologischer Garten diventa la stazione principale di Berlino Ovest, pur con le sue dimensioni ridotte.
Nel 1961 viene inaugurata la metropolitana U9.
Nel periodo degli anni Settanta ed Ottanta del XX secolo diventa un punto di ritrovo per lo spaccio di droga e la prostituzione di strada. A tale riguardo risulta piuttosto illustrativa la biografia memorialistica di Christiane Felscherinow Noi, i ragazzi dello zoo di Berlino, libro da cui è stato tratto il quasi omonimo film diretto da Uli Edel.
Nei primi anni successivi alla riunificazione, per l'interruzione della Stadtbahn, la stazione ha costituito lo scalo principale (e inadeguato) della città. Con la riattivazione della Stadtbahn il ruolo è passato all'Ostbahnhof.
Il 28 maggio 2006, con l'apertura della nuova Hauptbahnhof, la stazione è stata relegata a un ruolo secondario, perdendo il traffico a lunga percorrenza (ICE, EuroCity ed InterCity). Il fatto ha suscitato molte proteste, anche perché la Zoologischer Garten è meglio servita dal trasporto pubblico urbano dell'Hauptbahnhof.
A seguito dell'ammodernamento stilistico che ha interessato gli edifici nelle vicinanze, Deutsche Bahn ha previsto ingenti lavori di ristrutturazione per la stazione. I lavori, il cui termine è previsto per il 2020, prevedono un completo restyling dell'architettura, oltre a miglioramenti strutturali che interesseranno anche gli esercizi commerciali presenti.

## Strutture e impianti
La stazione dispone complessivamente di sei binari, tutti serviti da marciapiede. Di questi sei, due sono dedicati alle linee S-Bahn. Volendo contare anche i binari sotterranei delle due linee di U-Bahn si arriva a un totale di dieci.
La Bahnhof Zoo è coperta da un sistema di due arcate squadrate, non simmetriche, con una separazione fra i binari della S-Bahn e quelli della ferrovia nazionale.

## Movimento

### Trasporto a lunga percorrenza

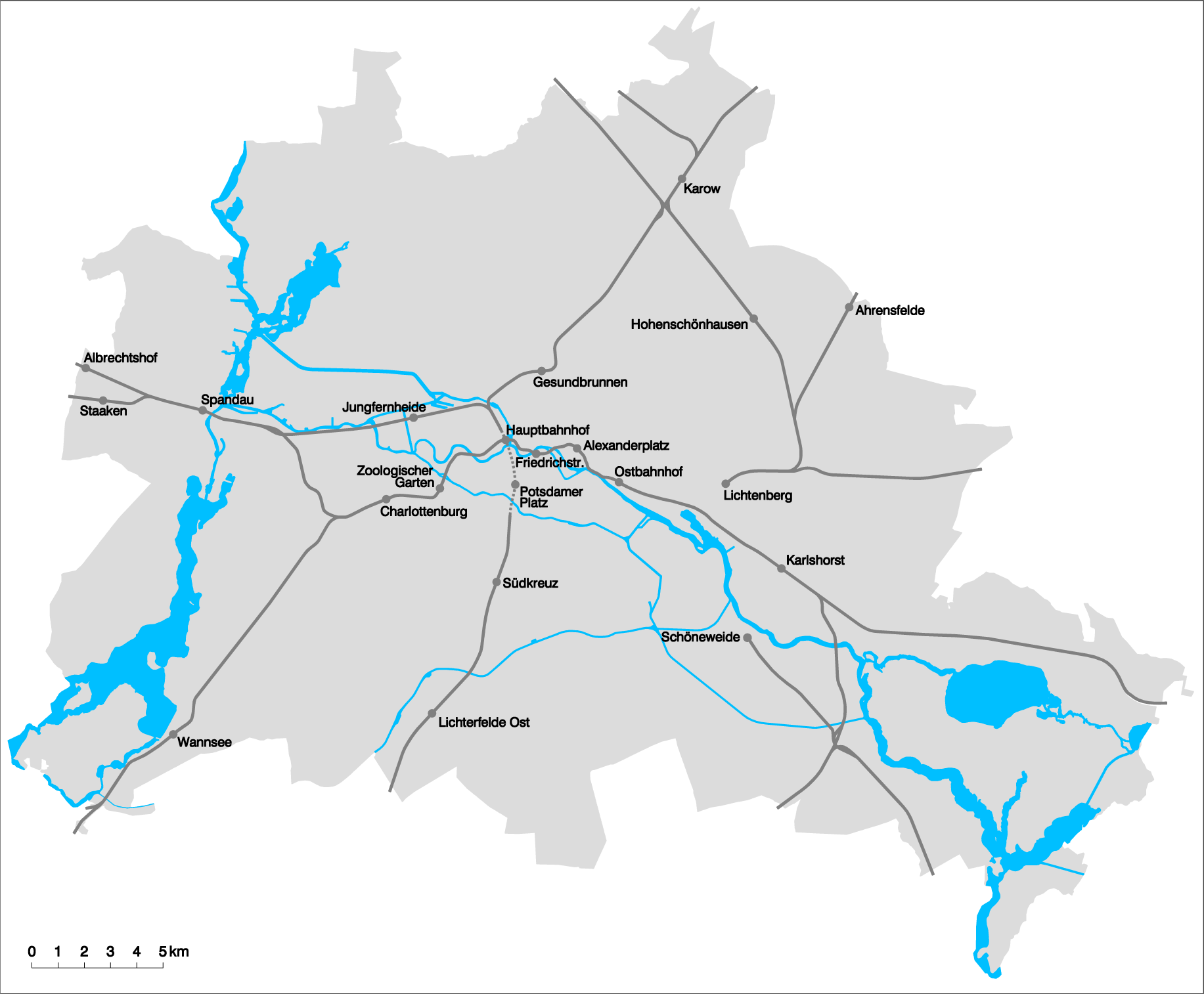
La rete ferroviaria passeggeri di Berlino dal 2006

La relegazione dello scalo a "stazione secondaria", priva di treni ad alta velocità, ne ha in tal senso diminuito il traffico (composto principalmente da treni regionali). Tuttavia la Zoolgarten è diventata il nuovo capolinea del treno espresso che copre la maggior distanza di tutta l'Europa occidentale: il Sibirjak, che prima si attestava alla stazione Lichtenberg). Tale treno in Russia si dirama in varie direzioni, tra cui Novosibirsk (lungo parte della "Transiberiana"), ed Astana (Kazakistan, periodicamente). Gli altri due treni a lunga percorrenza sono un espresso che ha varie diramazioni in Ucraina (tra cui, da Kiev, Charkiv e Odessa), un Nachtzug (treno notturno) per Parigi, ed alcuni interregionali nazionali. Sommando le distanze raggiungibili direttamente dello scalo, sebbene secondario, esso figura al terzo posto in Germania (dopo le concittadine Hauptbahnhof ed Ostbahnhof), nonché uno dei primissimi in tutta l'Unione europea.

### Trasporto regionale eS-Bahn
La stazione è servita dalle linee S 3, S 5, S 7 e S 9 della S-Bahn, dalle linee regionali RB 14, RB 21 e RB 22 e dalle linee regionali espresse RE 1, RE 2 e RE 7.

## Interscambi
- Fermata metropolitana (Zoologischer Garten, linee U 2 e U 9)[4]
- Fermata autobus

## La stazione nella cultura di massa
- La stazione è ben nota come ambientazione del libro del 1978 Noi, i ragazzi dello zoo di Berlino, scritto dai giornalisti della rivista Stern Kai Hermann e Horst Rieck secondo le interviste con Christiane Felscherinow. Il libro è diventato un bestseller in Germania e drammatizza il periodo della seconda metà degli anni Settanta quando la parte posteriore della stazione di fronte a Jebensstraße era un punto d'incontro per prostituti, fuggiaschi adolescenti e tossicodipendenti. Il film Christiane F. - Noi, i ragazzi dello zoo di Berlino, diretto da Uli Edel, uscì nel 1981.
- La canzone Zoo Station degli U2, il brano è stato ispirato dalla stazione, scritta mentre la band stava registrando, nel 1991, Achtung Baby agli Hansa Tonstudio a Berlino, che a sua volta ha ispirato il loro ZooTV Tour (1992 - 1993), e l'album ZooropaZooropa del 1993. Anche se la linea U2 della U-Bahn oggi passa per la stazione, in quel periodo era numerata come Linea U1; una riorganizzazione e rinumerazione della linea ha avuto luogo nel novembre 1993, quando la sezione che lo collega al resto della linea nella ex Berlino Est è stato riaperta.
- La canzone Auf'm Bahnhof Zoo di Nina Hagen pubblicata nel 1978, dall'album Nina Hagen Band si riferisce alla stazione.
- La canzone Zootime dei Mystery Jets si conclude con la frase di "Wir sind die Kinder vom Bahnhof Zoo".
- La canzone Bahnhof Zoo del gruppo Svedese dei Randy è una traccia dell'album del 2005 Randy the Band.
- La canzone Big in Japan degli Alphaville si riferisce alla stazione nella frase "Should I stay here at the Zoo" tradotta in italiano "Dovrei rimanere qui allo Zoo".
- La canzone Bahnhof Zoo dei Port-royal prende il nome dalla stazione.
- La canzone Slept dei The Sisters of Mercy è stata ispirata da questa stazione.
- Il libro Zoo Station: Adventures in East and West Berlin di Ian Walker è stato pubblicato nel 1987 dalla Atlantic Monthly Press. Racconta le esperienze dell'autore avvenute nel 1980 a Berlino, i suoi incontri con i giovani su entrambi i lati del muro, la loro separazione e le commistioni occasionali.

## Galleria d'immagini

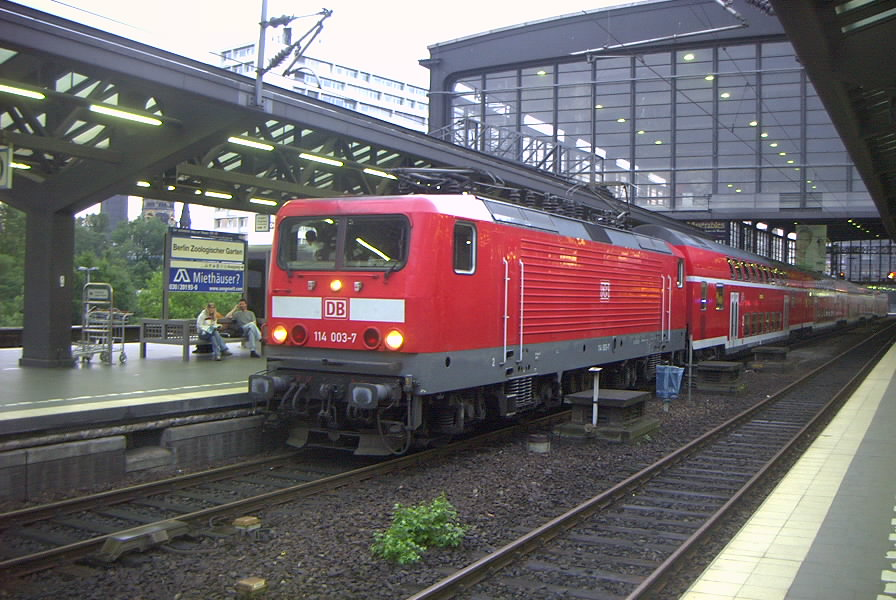
Area pensiline, con una locomotiva elettrica BR-114
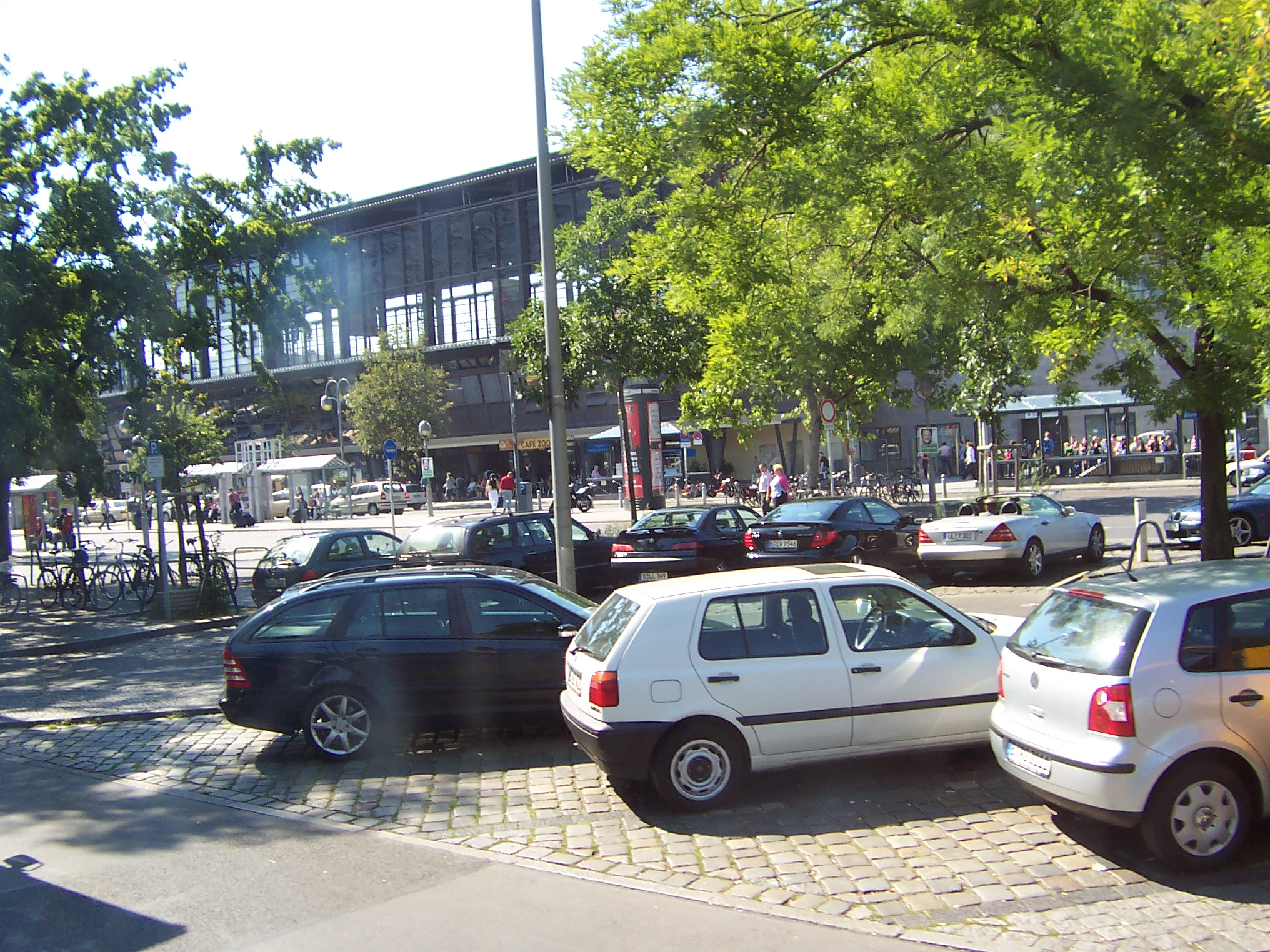
Altra visione esterna dello scalo
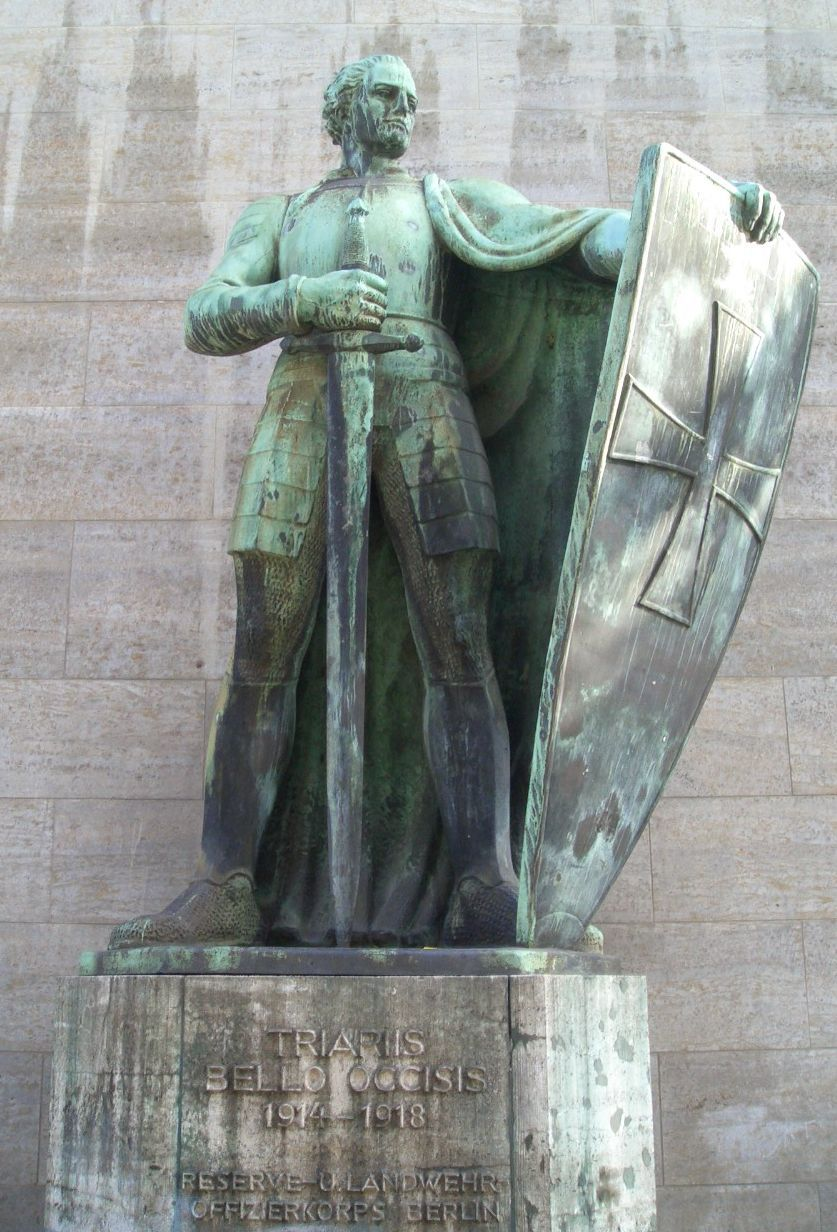
"Triariis bello occisis" (1927), scultura di Hans Dammann[N 1]

### Esplicative
1. ↑  Scultura sita all'esterno della stazione lato Jebenstraße, in memoria degli ufficiali della riserva e della milizia territoriale caduti nella prima guerra mondiale.

### Bibliografiche
1. ↑  (DE) Bahnhof Zoologischer Garten, su stadtentwicklung.berlin.de. URL consultato l'8 maggio 2018 (archiviato dall'url originale il 9 maggio 2018).
2. ↑   Nuova vita per la stazione dello Zoo di Berlino, su ilmitte.com. URL consultato il 28 novembre 2014.
3. ↑   Mappa dei percorsi del Sibirjak [collegamento interrotto], su home.att.ne.jp. URL consultato il 28 novembre 2014.
4. 1 2  (DE) Mappa delle reti della metropolitana e della S-Bahn di Berlino (PDF), su s-bahn-berlin.de. URL consultato il 29 aprile 2018 (archiviato dall'url originale il 18 luglio 2018).
5. ↑  (DE) Mappa della rete ferroviaria regionale di Berlino e del Brandeburgo (PDF), su images.vbb.de. URL consultato il 1º marzo 2017 (archiviato dall'url originale il 1º marzo 2017).